# 常安镇 (宾县)
常安镇是中国黑龙江省哈尔滨市宾县下辖的一个镇，位于县境东部，221国道过境。